# Burlesque (película de 2010)
Burlesque (o Noches de encanto en Hispanoamérica) es una película musical y romántica estadounidense ganadora en los Golden Globe Awards, escrita y dirigida por Steve Antin y protagonizada por la cantante ganadora del Grammy, Christina Aguilera y por la ganadora del Óscar de la Academia, Cher. Además cuenta con las participaciones de Eric Dane, Cam Gigandet, Julianne Hough, Alan Cumming, Peter Gallagher, Kristen Bell, Stanley Tucci y Dianna Agron.
La película se estrenó el 24 de noviembre de 2010 en Estados Unidos recaudando más de 17 millones de dólares en su primera semana. Recaudó más de 87,5 millones solo en taquilla. En copias de DVD y Blue Ray ha llegado a recaudar más de 112 millones en total.

Obtuvo críticas regulares-favorables (ver más abajo).
En cuanto a la banda sonora de la película llegó al número 1 de la lista Billboard Soundtracks y número 18 en la lista Billboard 200 permaneciendo en dicha lista durante 63 semanas. Además logró tener dos veces certificado de disco de platino en Taiwán por sus altas ventas, y disco de oro en países como Australia, Japón, Canadá y en Estados Unidos . Este último país, igual fue certificado por la RIAA por vender más de 500 000 copias, donde actualmente lleva más de 609 000 copias en dicho país. Se convirtió en unas de las bandas sonoras con más ventas durante el 2010 y con más ventas durante el 2011, además la banda sonora de Burlesque se convirtió en el Soundtrack del Año en Japón por sus altas ventas, actualmente sobrepasa 1 500 000 en copias en todo el mundo.

## Sinopsis
Para Ali (Christina Aguilera), una chica de pueblo con una gran voz, tenía que haber un lugar donde realizar sus sueños y alcanzar sus metas. Dejando atrás su difícil pasado, Ali decide mudarse a la ciudad de los sueños, Los Ángeles, donde casualmente se tropieza con el club Burlesque, un majestuoso teatro en apuros que alberga una inspirada revista musical. Allí conoce a Jack (Cam Gigandet), quien es el primero que tras invitarla a una copa se identifica con ella, pues él también venía de Kentucky. Ella le comenta su interés en trabajar en ese lugar y él le recomienda ir a hablar con Tess (Cher), la glamourosa y sincera dueña del club, a quien convence para que le de trabajo como camarera sirviendo cócteles. Muy pronto Ali, una esponja con los ojos bien abiertos, queda absorbida por los cautivantes números del Burlesque. Los extravagantes trajes y la valiente coreografía atrapan a la ingenua joven.
Pero antes, para bien o para mal, tendrá que encontrar su lugar entre las muchas relaciones personales del teatro. Ali entabla amistad con una de las bailarinas (Julianne Hough), encuentra una enemiga en una de las artistas angustiada y celosa (Kristen Bell), y se gana el cariño y el amor de Jack. Eventualmente, con la ayuda de un ingenioso, ácido pero sensible, director de escena (Stanley Tucci) y el andrógino anfitrión del club (Alan Cumming), logrará recorrer el camino desde el bar al escenario. Gracias a su espectacular voz y sus dotes para el escenario, el club Burlesque revivirá su antigua gloria.
Sin embargo, Ali de pronto empieza a presentar cambios en su actuar al conocer a Marcus y mostrarse más desinteresada con las personas que la quieren, como Jack, de quien poco a poco se va enamorando.
En la boda de Georgie y Damon, Jack termina su relación con Natalie (Dianna Agron), su prometida de años, que vivía en Nueva York. Y después de unas cuantas copas, invita a Ali a bailar. Esa misma noche ambos hacen el amor, y comienzan una relación. No obstante, su futuro se trunca cuando Natalie llega al apartamento y arma un escándalo, por lo que Ali, enfurecida y dolida, abandona el lugar y va a casa de Sean a pedir una sitio donde dormir.
En ese lugar, Marcus la llama y le dice que vaya a su casa, y es ahí donde se entera de que él planeaba construir un edificio de 20 plantas en el club Burlesque. Inmediatamente se dirige a advertirle a Tess, y juntas idean un plan para salvar el negocio antes de que el banco lo embargue por falta de pago o Marcus haga otra oferta para comprarlo.
Con ese plan, ambas van con determinación a intentar negociar con un importante empresario para que este evite que el club sea derribado. Con una ensayada estrategia, ambas lo logran y consiguen el dinero. Unos minutos después llega Jack a los camerinos a suplicar por el perdón de Ali, alegando que sus intenciones nunca fueron lastimarla, y con un apasionado beso, se reconcilian.
Jack le da en ese momento una canción escrita por él, y le dice que al fin está lista para salir. Como número final todas las artistas, los bármanes y los cantantes del club interpretan la canción Show Me How You Burlesque.

## Reparto
El guion de la película fue escrito exclusivamente para Christina Aguilera, el presidente de Screen Gems, Clint Culpepper, logró incluir a la cantante Cher en el reparto.
- Christina Aguilera como Alice "Ali" Marilyn Rose[7]
- Cher como Tess Jackson.
- Cam Gigandet como Jack Miller.[7]
- Stanley Tucci como Sean.[8]
- Kristen Bell como Nicole "Nikki" Finnegan[9]
- Eric Dane como Marcus.[7]
- Alan Cumming como Alexis[10]
- Julianne Hough como Georgia Wilcox.[11]
- Peter Gallagher como Vince Scali.[12]
- Dianna Agron como Natalie Dupree.[13]

| Actores principales de la película.  | Actores principales de la película. | Actores principales de la película. | Actores principales de la película. | Actores principales de la película. |
| ------------------------------------ | ----------------------------------- | ----------------------------------- | ----------------------------------- | ----------------------------------- |
|                                      |                                     |                                     |                                     |                                     |
| Christina Aguilera interpreta a Ali. | Cher interpreta a Tess.             | Cam Gigandet interpreta a Jack.     | Stanley Tucci interpreta a Sean.    |                                     |

## Críticas previas
El jueves 5 de agosto se dio a conocer el tráiler oficial de la película. Y muchos sitios no tardarón en dar sus críticas:
- Billboard.- Christina mostrará 'lo suyo' en Burlesque, Christina Aguilera en la pantalla grande éste otoño, con su película Burlesque. El tráiler del drama de Screen-Gems apareció en la web en el día de hoy. La película interpretada por Aguilera y Cher adquiere un papel maternal. "Cuando te estás poniendo tu maquillaje es como si fueras un artista, pero en vez de pintar un lienzo, pintas una cara", dice Cher sabiamente a Aguilera en una de las escenas.

- E! News.- Christina enseña a Cher en Burlesque. Cuando se mezcla a dos de las mejores divas de todos los tiempos, el baile y algunos compañeros de trabajo que son luminarias? El tráiler de Burlesque! Christina es la típica chica de pueblo con sueños de hacer su camino en el mundo del espectáculo, el Club dirigido por Cher, que permite a la ganadora de Grammy Christina exhiba sus vocalizaciones. Un elenco estelar: Cam Gigandet, Kristen Bell y Stanley Tucci, un montón de corsés y coreografías subidas de tono, algo semejante a Lady Marmalade, pero con una duración de dos horas. Ustedes que piensan? Se puede esperar para el debut de calidad de Aguilera? O debería atenerse sólo a cantar?

- MTV.- "Vi un clima de 'Showgirls' en el trailer, al menos inicialmente. La bella Aguilera se libera con la voz potente, la película va a una dirección completamente diferente. Y después de ver el tráiler, estoy muy ansioso". El tráiler de Burlesque de Christina Aguilera nos tiene boquiabiertos. Esta película inspira decir "Oh, esa es la película de Christina Aguilera?" como respuesta, a continuación, prepárense para ser impresionados. He sido fan de la música de Christina (dice la persona que escribió la nota en MTV blogs), pero ya sea por la mala calidad del tráiler que he visto o el hecho de que ella realmente podría tener alguna cualidad actoral en su debut en el cine, honestamente me llevó un tiempo darme cuenta que detrás del personaje principal Ali Rose, estaba la dama de "Fighter" y "Beautiful". Me di cuenta de esto cuando ella tenía la oportunidad de cantar.

- THE EXAMINER.- ?"Cuando Hollywood hace musicales malos obtenemos cosas como 'Glitter' pero cuando los hace bien salen a la luz Flashdance, Chicago, Footloose y el último, Burlesque [...] El rendimiento de Aguilera es tan bueno que te olvidarás que es la primera vez que actúa en una película [...] Con la generación High School Musical que madura con Glee, Burlesque va a ser un éxito. Sorpresivamente entretenida, Burlesque llenará los cines y venderá a más no poder la banda sonora"

## Recepción

### Recaudación

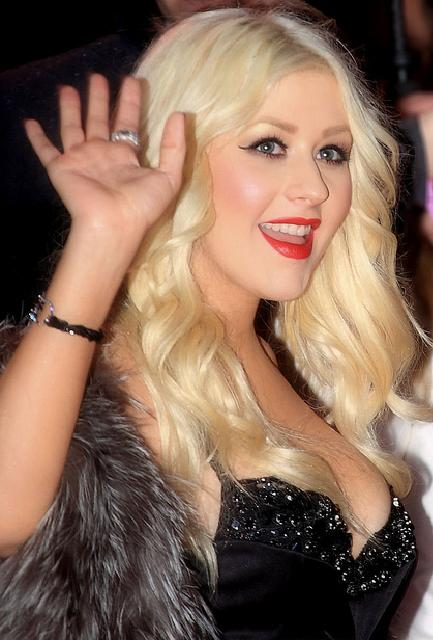
Christina Aguilera durante la premier de Burlesque en 2010.

Burlesque fue estrenada el miércoles 24 de noviembre de 2010, en 3.037 salas de cines de los Estados Unidos y Canadá, durante la semana de Acción de Gracias. Fue la tercera película más taquillera durante su primer día, consiguiendo 2.860.000 dólares; y al final de la semana había ganado un total de $17,3 millones; 11,9 millones dólares de los cuales, sólo el fin de semana. Burlesque recaudó en Norteamérica 40 millones de dólares desde su estreno y cerca de $90
millones mundialmente. La ganancias por las ventas de los formatos DVD y Blue Ray suman alrededor de $ 22.811.149 lo que hacen un total de $112.330.922 de recaudación.

### Críticas
Las película ha recibido críticas mixtas, destacándose generalmente la elaborada escenografía y la vuelta de Cher al cine. Acumula una nota promedio de 48/100 en Metacritic sobre la base de 38 análisis y un promedio de 7/10 en la crítica de usuarios. En Rotten Tomatoes la película acumula una promedio de 4,8/10 en contraste con las críticas de usuarios donde promedia 4/5. The Hollywood Reporter dio a la película una revisión positiva denominando a la pareja conformada por Aguilera y Cher como "ingeniosa", concluyendo su examen diciendo: "Burlesque celebra con sus talentosas estrellas el renacimiento de este género divertido y atrevido. La única decepción es que no hay ningún Burlesque en Sunset Boulevard".
San Francisco Chronicles calificó positivamente la película destacando que: "Burlesque es irresistible desde sus primeros minutos, y con el tiempo que crea un ambiente en conjunto, no sólo con la pantalla, sino con la audiencia. Es grande, perfectamente acoplada y entretenida en todo sentido, pero más que eso se siente como un evento público generoso. Chicago Tribune también calificó de forma positiva a Burlesque, señalando que "Los diálogos más simples de Burlesque te arrancan una sonrisa que ya quisieran otras películas intencionadamente cómicas". Por otra parte el diario Time señaló que "Los resultados de Burlesque, aunque en ocasiones un poco forzados, son siempre divertidos".

## Música

### Números Musicales
1. "Something's Got a Hold on Me (Christina Aguilera)" - Ali, Burlesque Lounge Troupe
2. "My Drag (Deva Dragon & Squirrel Nut Zippers)" - Burlesque Lounge Troupe
3. "Welcome to Burlesque Tango" - La Banda
4. "Welcome to Burlesque (Cher)" - Tess, Burlesque Lounge Troupe
5. "Diamonds Are a Girl's Best Friend (Marilyn Monroe & Jane Russel)" - Nikki, Georgia, Burlesque Lounge Troupe
6. "Diamonds Are a Girl's Best Friend (extro por Christina Aguilera)" - Ali
7. "Long John Blues (Megan Mullally)" - Nikki
8. "Wagon Wheel Watusi (Elmer Bernstein)" - Ali
9. "Ray of Light (Madonna)" - Burlesque Lounge Troupe
10. "That's Life (Alan Cumming)" - Alexis (Especial DVD Blu-Ray)
11. "Tough Lover (Etta James)" - Burlesque Lounge Troupe
12. "Tough Lover (Christina Aguilera)" - Ali
13. "But I Am a Good Girl (Christina Aguilera)" - Ali
14. "Guy What Takes His Time (Christina Aguilera)" - Ali
15. "Express (Christina Aguilera)" - Ali, Burlesque Lounge Troupe
16. "Jungle Berlin (instrumental)" - Alexis y Las Contorsionistas
17. "You Haven't Seen the Last of Me (Cher)" - Tess
18. "Bound To You (Christina Aguilera)" - Ali
19. "Show Me How You Burlesque (Christina Aguilera)" - Ali, Burlesque Lounge Troupe

### Banda sonora
Después del éxito en taquilla de la película, se lanzó la banda sonora el 22 de noviembre de 2010 por RCA Records. La banda sonora llegó al número 1 de la lista Billboard Soundtracks y número 18 en la lista Billboard 200 permaneciendo en dicha lista por 63 semanas. Además logró tener dos veces certificado de disco de platino en Taiwán por sus altas ventas, y disco de oro en países como Australia, Japón, Canadá y en Estados Unidos. Este último país registro ventas certificadas la RIAA de más de 609 000 copias en dicho país. Se convirtió en unas de las bandas sonoras con más ventas durante el 2010 y con más ventas durante el 2011, además la banda sonora de Burlesque se convirtió en  Banda Sonora del Año en Japón por sus altas ventas. Actualmente sobrepasa 1 500 000 en copias en todo el mundo.
En cuanto a las canciones de la banda sonora, no contó con sencillos oficiales ni en radio pero fueron promocionados por la misma Aguilera presentándose en programas de televisión. La canción «Express», la cual fue estrenada el 3 de noviembre de 2010 en On Air with Ryan Seacrest, y se presentó en los American Music Awards 2010. Otra canción fue «Show Me How You Burlesque», que llegó a presentarse en Dancing with the Stars. Por otro lado, Sia ha trabajado con Aguilera en una canción para la película. Tricky Stewart ha anunciado que trabajó en la producción de las canciones. El compositor Claude Kelly confirmó que coescribió tres canciones para la película. La lista de canciones es:
| Standard edition |                                               |                                           |                    |          |  |
| N.º              | Título                                        | Música                                    | Intérprete         | Duración |  |
| 1.               | «Something's Got A Hold On Me»                | Etta James, Leroy Kirkland, Lily Woodland | Christina Aguilera | 3:04     |  |
| 2.               | «Welcome to Burlesque»                        |                                           | Cher               | 2:46     |  |
| 3.               | «Tough Lover»                                 |                                           | Christina Aguilera | 2:00     |  |
| 4.               | «But I Am a Good Girl»                        |                                           | Christina Aguilera | 2:29     |  |
| 5.               | «Guy What Takes His Time»                     |                                           | Christina Aguilera | 2:43     |  |
| 6.               | «Express»                                     |                                           | Christina Aguilera | 4:20     |  |
| 7.               | «You Haven't Seen the Last of Me»             | Diane Warren                              | Cher               | 3:30     |  |
| 8.               | «Bound to You»                                |                                           | Christina Aguilera | 4:23     |  |
| 9.               | «Show Me How You Burlesque»                   |                                           | Christina Aguilera | 2:59     |  |
| 10.              | «The Beautiful People (Marilyn Manson Cover)» |                                           | Christina Aguilera | 3:32     |  |

### Certificaciones
| País           | Organismo certificador | Certificación | Ventas certificadas | Simbolización | Ref.          |
| -------------- | ---------------------- | ------------- | ------------------- | ------------- | ------------- |
| Estados Unidos | RIAA                   | Disco de Oro  | 500 000+            |               | [ 23 ]        |
| Canadá         | CRIA                   | Disco de Oro  | 40 000+             |               | [ 24 ]        |
| Japón          | Oricon                 | Disco de Oro  | 90 000+             |               | [ 25 ]        |
| Australia      | ARIA                   | Disco de Oro  | 35 000+             |               | [ 25 ]        |
| Taiwán         | RIT                    | Disco de Oro  | 27 000+             |               | [ 26 ] [ 27 ] |

## Premios y nominaciones
| Premiación                                             | Premio                                                  | Nominación                                         | Resultado | Ref.   |
| ------------------------------------------------------ | ------------------------------------------------------- | -------------------------------------------------- | --------- | ------ |
| Nominaciones y premios                                 |                                                         |                                                    |           |        |
| NewNowNext Awards                                      | Mejor Futura Película                                   | Burlesque                                          | Ganador   |        |
| Premios Satellite                                      | Mejor canción original                                  | «You Haven't Seen the Last of Me»                  |           | [ 28 ] |
| Houston Film Critics Society Awards 2010               | Mejor canción original                                  | «You Haven't Seen the Last of Me»                  | Nominado  | [ 29 ] |
| Phoenix Film Critics Society Awards                    | Mejor canción original                                  | «You Haven't Seen the Last of Me»                  | Ganador   | [ 30 ] |
| St. Louis Gateway Film Critics Association Awards 2010 | Mejor Música                                            | Burlesque                                          | Nominado  |        |
| Critics' Choice Awards                                 | Mejor canción                                           | «You Haven't Seen the Last of Me»                  |           |        |
| Golden Globes                                          | Mejor película - Comedia/Musical                        | Burlesque                                          |           | [ 29 ] |
| Golden Globes                                          | Mejor canción original                                  | Christina Aguilera con «Bound To You»              |           | [ 29 ] |
| Golden Globes                                          | Mejor canción original                                  | Cher con «You Haven't Seen the Last of Me»         | Ganador   | [ 29 ] |
| GALECA Dorian Awards                                   | Película de verano del año                              | Burlesque                                          |           | [ 31 ] |
| Costume Designers Guild Awards                         | Mejor Vestuario de película contemporánea               | Burlesque                                          | Nominado  |        |
| GLAAD Media Awards                                     | Mejor estreno fílmico                                   | Burlesque                                          |           |        |
| Golden Reel Awards                                     | Mejor sonido de película                                | Burlesque                                          |           |        |
| Grammys 2012                                           | Mejor recopilatorio o banda sonora para un medio visual | Christina Aguilera en la Banda Sonora              |           | [ 32 ] |
| Grammys 2012                                           | Mejor canción escrita para un medio visual              | Diane Warren con «You Haven't Seen the Last of Me» |           | [ 32 ] |
| ALMA Awards                                            | Mejor actriz de comedia/musical                         | Christina Aguilera                                 |           |        |

## Fecha de estrenos
En el sitio oficial de la película se publicaron los estrenos de Burlesque para todo el mundo y países de habla hispana.
| Región               | Fecha                               |
| -------------------- | ----------------------------------- |
| Mundial              | Miércoles, 24 de noviembre del 2010 |
| Estados Unidos       | Miércoles, 24 de noviembre del 2010 |
| España               | Viernes, 17 de diciembre del 2010   |
| República Dominicana | Jueves, 6 de enero del 2011         |
| Argentina            | Jueves, 13 de enero del 2011        |
| Bolivia              | Jueves, 20 de enero del 2011        |
| Brasil               | Viernes, 21 de enero del 2011       |
| Ecuador              | Viernes, 21 de enero del 2011       |
| Uruguay              | Viernes, 21 de enero del 2011       |
| Perú                 | Jueves, 27 de enero del 2011        |
| México               | Viernes, 28 de enero del 2011       |
| Chile                | Jueves, 3 de febrero del 2011       |
| Colombia             | Viernes, 11 de febrero del 2011     |
| Venezuela            | Viernes, 25 de febrero del 2011     |
| América Central      | Viernes, 11 de marzo del 2011       |

## Personal
| - Christina Aguilera - compositor, arreglo vocal, productor vocal - Cher - voz - Jess Collins - voz (al fondo) - Gene Cipriano - saxofón (tenor) - Lauren Chipman - viola - Daphne Chen - violín - Andrew Chavez - Pro-Tools - Chris Chaney - bajo - Alejandro Carballo - trombón - Frank Capp - castañuelas - Jebin Bruni - Piano - Richard Brown - Pro-Tools - Eddie Brown - Piano - Felix Bloxsom - tambores - Stevie Blacke - chelo, viola, violín - Charlie Bisharat - violín - Alain Bernardin - compositor - Robert Bacon - guitarra - Aspers primavera - ejecutivo a cargo de la música - Keith Armstrong - asistente de mezcla - Alex Arias - asistente, ingeniero, Pro-Tools - Steven Antin - productor ejecutivo soundtrack - Alex Al - bajo acústico - Thomas Aiezza - ingeniero asistente - Andrew Wuepper - ingeniero, ingeniero cuerno, ingeniero de percusión - Perla Bosques - compositor - Ben Wendell - saxofón - Roy Weigand - trompeta - Eric Weaver - asistente - Melvin K. Watson - compositor - Diane Warren - compositor - Ian Walker - contrabajo - Lia Vollack - ejecutivo a cargo de la música - Gabe Veltri - ingeniero - Rich productor vocal Rey - Stephen Vaughan - fotografía - Doug Trantow - ingeniero, Pro-Tools - Brad Townsend - mezcla - Pat Thrall - ingeniero - Brian "B-Luv" Thomas - ingeniero, ingeniero cuerno, ingeniero de percusión - Chris Tedesco - contratación - Mark Taylor - productor vocal - Larry Summerville, Jr. - compositor - C. Stewart "Tricky" - compositor, productor, productor vocal - Eric Primavera - ingeniero - Sia Furler - compositor - Josh Freese - batería - Ron Fair - arreglista, compositor, productor, arreglo vocal, productor vocal - Peter Erskine - batería - Ron Dziubla - saxo barítono - George Doering - guitarra - Richard Dodd - chelo - Marcos Dobson - ingeniero - Samuel Dixon - compositor, percusión, productor, programación - Ester Dean - compositor - Buck Damon - supervisor musical - Jim Cox - arreglos de vientos, piano - Pablo Correa - percusión - Arturo Solar - trompeta - Joel Shearer - guitarra | - John Patrick Shanley - compositor - Gus Seyffert - contrabajo, bajo eléctrico, guitarra barítono - Matt Serletic - arreglista, productor, teclados, programación - La Sección Quartet - cadenas - Andrew Schubert - mezcla - Nicole Scherzinger - compositor - John Salvatore Scaglione - guitarra - Stefanie Ridel - compositor - Twiggy Ramírez - compositor - Oscar Ramírez - ingeniero, ingeniero vocal - Ralph Rainger - compositor - Cristiana Plata - asistente - Phantom Boyz - arreglista, teclados, productor, programación - Linda Perry - ingeniero, productor - Laura Pergolizzi - compositor - Gordon Peeke - batería, percusión - Pablo III - bajo acústico - Ray Parker, Jr. - guitarra - Mimi Parker - asistente - 'Lil' Tal Ozz - asistente - Geoff Nudell - clarinete - Michael Neuble - tambores - Luis Navarro - asistente - Jamie Muhoberac - teclados - Jacques Morali - compositor - Dean Mora - arreglos de vientos, la transcripción - Peter Mokran - mezcla - Charlie Midnight - compositor - Jim McMillen - trombón - Andy Martin - trombón - Manny Marroquin - mezcla - Marilyn Manson - compositor - Chris Lord-Alge - mezcla - Steve Lindsey - compositor, productor - Mike Leisz - asistente - Juan Manuel Leguizamón - percusión - Greg Kurstin - Piano - Oliver Kraus - arreglos de cuerda, ingeniero cadena, cadenas - Leroy Kirkland - compositor - James King - saxofón - Claude Kelly - compositor, productor vocal - Rick Keller - saxo alto - Nik Karpen - asistente de mezcla - Alan Kaplan - trompeta - Joe Josea - compositor - Jaycen Joshua - mezcla - Tommy Lee James - compositor - Etta James - compositor - Graham Hope - asistente - Marcos Hollingsworth - saxo tenor - Dan Higgins - clarinete, saxo barítono - Tal Herzberg - ingeniero, Pro-Tools - Trey Henry - bajo - Erwin Gorostiza - dirección de arte, diseño - Eric Gorfain - arreglos de cuerda, violín - Matthew Gerrard - compositor, productor - Jesús Garnica - asistente - Brian Gardner - mastering - Chris Galland - asistente - James Gadson - tambores |